# Samedan
Samedan (hasta 1943 oficialmente en alemán Samaden) es una comuna suiza del cantón de los Grisones, situada en situada en la región de Maloja en el sur del valle de Engadina. 
La comuna está dividida en dos partes: la primera, en la cual se encuentra el núcleo urbano principal, limita con las comunas de Bergün/Bravuogn y Bever al norte, La Punt Chamues-ch al este, Pontresina, Celerina/Schlarigna y Sankt Moritz al sur, y un exclave de Bever al oeste. La segunda parte se halla más hacia el sur y limita con las comunas de Silvaplana, Sils im Engadin/Segl y Lanzada (ITA-SO).

## Lengua
La lengua tradicional del pueblo fue hasta mediados de siglo XIX el retorromano. En 1880 el 46,8% de la población hablaba esta lengua. A mediados del siglo XX la lengua fue perdiendo más importancia: en 1910 todavía un 45,09% hablaba romanche, en 1941 aún el 42,1% hablaba el dialecto Puter, en 1970 el 30,73%, en 1980 el 32,94%, el 22,57% en 1990 y el 16,65% actualmente. Estos porcentajes nos indican la forma en que el romanche está desapareciendo en la región, mientras que el alemán la conquista. Debido al bajo porcentaje de hablantes de romanche, la lengua dejará de ser oficial en esta comuna, pues el porcentaje ya se acerca al del italiano, que tiene un 14,92% de nativos.

## Transporte
En Samedan se encuentra el aeropuerto a mayor altitud de Europa, el Engadin Airport, a 1707 m s. n. m.